# Daniela Komatović
Daniela Komatović (Praga, 18 gennaio 1976) è una designer, pittrice e fotografa ceca.

## Biografia
Nipote di un ufficiale slovacco antifascista, Viliam Martin, Daniela Komatović è nata a Praga, dove si è diplomata al College of Applied Arts e alla Secondary School of Applied Arts, Department of Promotional Graphics. Come graphic designer, ha lavorato per Clinique, Esteé Lauder, Nestlé, Harper's Bazaar, Vienna International Hotels e numerose aziende ceche. Ha creato l'identità visiva dei marchi YU Diamond Center, SRJ Europe e Diamond Spot, un logo e una serie di poster per la Litoměřice Elementary School of Art. Nel 2002, lei e suo marito hanno pubblicato il libro Balkan Cuisine presso la casa editrice Grada. Nel 2017 ha vinto un Gold Award al A'Design Award and Competition di Milano con la collezione di gioielli "Eye To The Soul". Daniela Komatović è il volto del private banking di Friedrich Wilhelm Raiffesen della Czech Raiffeisenbank dal 2018. Daniela Komatović progetta gioielli geometrici in oro con pietre preziose, fa grafica, web design e pittura a olio di dipinti realistici con un tema sociale.

## Vita privata
Daniela Komatović vive a Praga e Belgrado. Il marito lavora come gemmologo, ha due figli con lui.

## Mostre di gioielli
- Inhorgenta gennaio 2020, Fiera Internazionale di Gioielli, Orologi, Design, Gemme e Tecnologia. Monaco, gennaio 2020.[8]
- Vicenzaoro 2019, Vicenzaoro International Community Event. Vicenza, settembre 2019.[9]
- New Nordic Jewellery and Watch Show Copenhagen, Copenhagen, agosto 2019.[10]
- Museo della Tecnica di Brno, Karátové Duše - Mostra Internazionale di gioielli e Storia della orafa[11][12]. Brno, maggio - luglio 2019.
- Hong Kong Jewellery & Gem Fair. Hong Kong, giugno 2019.[13]
- Inhorgenta gennaio 2019, Fiera Internazionale di Gioielli, Orologi, Design, Gemme e Tecnologia. Monaco, gennaio 2019.[14]
- Prague Design Week - Tour internazionale del design. Praga, maggio 2018.[15]
- Mostra dei Vincitori di A'Design Awards, "MOOD" Ex Chiesa di San Francesco. Como, giugno 2017.[16]
- Settimana della moda di Belgrado. Belgrado, aprile 2016.[17]
- Diamond Spot Belgrade, gioielleria. Belgrado, 2016.[18]
- Settimana della moda di Belgrado. Belgrado, ottobre 2016.
- Settimana della moda di Belgrado. Belgrado, ottobre 2015.[19]
- Diamond Spot Belgrade, gioielleria. Belgrado, aprile 2015.

## Premio
Nel 2017, è stata la prima designer ceca ricevere un Gold Award all'A 'Design Award and Competition a Milano.

## Attività di beneficenza
Nel 2019, Daniela Komatović ha disegnato e cucito un abito da sera per una bambola Barbie, che ha donato all'asta di beneficenza del progetto Helping Dolls per sostenere Klokanek a Praga. Nel 2019, un regalo dell'anello Amulet Eye ha sostenuto l'asta di beneficenza della Fondazione Via.